# Mascalucia

Localització de Mascalucia dins de Catània

Mascalucia (sicilià Mascalucìa) és un municipi italià, situat a la regió de Sicília i a la ciutat metropolitana de Catània. L'any 2007 tenia 26.931 habitants. Limita amb els municipis de Belpasso, Catània, Gravina di Catania, Nicolosi, Pedara, San Pietro Clarenza i Tremestieri Etneo.

## Administració
| Període | Identitat         | Partit |
| ------- | ----------------- | ------ |
| 2004-   | Salvatore Maugeri | MpA    |